# Хајнрих Рудолф Херц
Хајнрих Рудолф Херц (Хамбург, 22. фебруар 1857 — Бон, 1. јануар 1894) био је немачки физичар. Био је члан Берлинске академије наука. Отац Хајнриха Херца, Густав Фердинанд Херц, потицао је из познате хамбуршке јеврејске породице. Завршио је Берлински универзитет и радио као професор у Карлсруеу и на Бонском универзитету. Године 1888. експериментално доказао постојање електромагнетских таласа, утврдио да је њихова брзина једнака брзини светлости (Максвелова теорија) и утврдио својства рефракције, рефлексије, интерференције и поларизације. Херцов осцилатор послужио је као основ за радио-технику. Изучавао је дејство катодних и UV зрака, на одређен начин открио и фотоелектрични ефект, итд. Дао и значајне радове на теорији еластичности. Механику засновао на оригиналној основи. Јединица осцилације (фреквенција) добила је у његову част назив херц (Hz).

## Биографија
Родио се 22. фебруара 1857. године у Хамбургу, у имућној јеврејској породици. Његов отац Давид Фердинанд Херц (1827–1914) био је адвокат, а касније сенатор. Његова бака је била ћерка познатог јеврејског банкара Саломона Опенхејма. Херцов деда и отац су се преобратили из јудаизма у хришћанство, а фамилија његове мајке била је лутеранске вероисповести. Херц је током студирања показивао интересовање ка страним језицима, између осталих и ка арапском. 1886. године Херц се оженио са Елизабет Дол, са којом је имао две ћерке Јохану и Матилду, која је постала значајни биолог. 
Херц је умро од Вегенерове грануломатозе у 36. години. Сахрањен је на Охлсдорф гробљу у Хамбургу. Херцове ћерке се нису никада удавале и он нема потомака.